# Burma VJ - reporter i et lukket land
|  | Denne artikel er oprettet af botten PalnaBot ud fra en ekstern database. Den kan derfor have sproglige fejl eller mangler. Denne skabelon kan fjernes efter kontrol af indholdet. |

Burma VJ - reporter i et lukket land er en dokumentarfilm fra 2009 instrueret af Anders Østergaard efter manuskript af Anders Østergaard, Jan Krogsgård.
Filmen blev i 2009 tildelt en Robert for årets lange dokumentarfilm.

## Handling
Bevæbnet med små videokameraer har selvbestaltede burmesiske videojournalister gennem de seneste år sat livet på spil for at reportere til omverdenen om de overgreb, den burmesiske regering begår mod lokalbefolkningen. Det er de videoreportere, der muliggjorde, at vi i september sidste år med gysen kunne følge munke- og folkeoprøret i Burma. Filmen følger den 27-årige Joshua og en gruppe reportere i deres energiske indsats med at optage og smugle de illegale video-reportager ud af Burma.